# Ahmadjian Peak
L'Ahmadjian Peak è una montagna coperta di ghiaccio dell'Antartide, alta 2910 m, situata circa 7 km a sudovest del Monte Fox, nella catena montuosa dei Monti della Regina Alessandra, nella Dipendenza di Ross.
La denominazione è stata assegnata dal Comitato consultivo dei nomi antartici (US-ACAN) in onore del biologo americano Vernon Ahmadjian (1930-2012), della Clark University, che aveva preso parte al Programma Antartico degli Stati Uniti d'America (USARP) come biologo nella Stazione McMurdo nel 1963-1964.